# Norsk lundehund
Norsk lundehund er en gammel Spidshunderace med helt specielle egenskaber og forudsætninger til at fange lunder i et vanskelig tilgængeligt område. Racen har en helt speciel anatomi og er en af verdens mest sjældne hunderacer. Den første lundehund kom til Danmark i 1976, og der er i dag ca. 120 i Danmark.

## Oprindelse og alder
Lundehundene stammer fra Værøy, en norsk ø ca. 18 km² syd for Lofoten. De første skrevne kilder er fra slutningen af 1500-tallet, men racen opstod formodentlig for mere end 1000 år siden. Det var almindeligt at bønderne på øen Røst omkring 1830 holdt 10-12 lundehunde. Ved slutningen af 1800-tallet blev lundefangst med hund afløst af brug af net: Det førte til en stor tilbagegang af hundebestanden. I 1940 var der kun ca. 50 hunde tilbage. I 1939 blev 1 hanhund og 3 tæver sendt til en opdrætter; det blev racens redning, da de andre hunde i 1941 døde af hvalpesyge. Under 2. verdenskrig var antallet reduceret til fem nærtbeslægtede individer.

## Udseende, anatomi og fysik
Lundehunden har seks tæer på hver fod, og den har også en række andre anatomiske særtræk. Mange af dem findes ellers kun hos vilde hunde. Muskulaturen i den ydre del af øret fungerer, så hunden kan lukke øret for smuds og sand og det indre øre beskyttes. Muskulatur, sener og ledbånd i bugen er så fleksible, at lundehunden er velegnet til at klatre på stejle fjeldsider. Det øverste nakkeben er desuden forbundet med hoveddskallen så hovedet kan bøjes bagover, så issen rører ryggen.
Dens meget bevægelige skulderled gør, at den kan føre benene helt ud til siden. Et andet særtræk er, at de forreste hjørnetænder kan mangle både i over og undermund.
Lundehunden er lille og let, men stærk og udholdende. Kroppen er rektangulær. Hannen bliver ca. 35–38 cm i højden, og tæverne ca. 32–35 cm. Hanhundens vægt er på ca. 7 kg til 10 kg, mens tævens vægt er på ca. 6 til 7 kg.
De store og kraftige hanner blev brugt under jagten på ungfugle. Når de skulle forlade reden i august, kastede de sig ud fra klippene højt over havet. Mange af dem nåede ikke vandet, men ramte stenene og blev mere eller mindre passive, og det var de store hundes opgave at hente dem. Ungfuglene var fede og møre og de var eftertragtede.

## Andet
Lundehunden er oprindelig avlet til at jage lunder, men de er nu fredet i Norge. I dag er den derfor først og fremmest en god familiehund, der er årvågen, energisk og livlig, hengiven og trofast mod dem, den kender.
Lundehunden er hurtig, smidig og kan komme ind alle vegne. Den har godt af mental aktivering og vil gerne have motion. Den er god til søgearbejde og har beholdt sit jagtinstinkt. Trænes den venligt, kan den lære mange øvelser og blive en lydig hund.
Først efter at stammen af lundehundene i Norge passerede 200 hunde, blev det tilladt at eksportere dem. Racen er stadig udrydningstruet.